# Martin Kemp
Martin John Kemp (10 de octubre de 1961) es un actor, director, músico y presentador de televisión inglés, conocido como el bajista de la banda New wave, Spandau Ballet y por su papel de Steve Owen en la serie EastEnders. Es el hermano menor de Gary Kemp, quien también es miembro de Spandau Ballet y actor. Martin Kemp terminó tercero en el programa Celebrity Big Brother celebrado en verano de 2012. 
En 2017, Kemp hizo de juez en el concurso, Let It Shine.

## Primeros años
Kemp que es hijo de Frank y Eileen Kemp nació en Islington, Londres, y asistió al Rotherfield Junior School. A la edad de 7 años comenzó a asistir a Anna Scher Children's Theatre drama club con su hermano Gary, y apareció en varios programas de televisión, incluyendo Jackanory, The Tomorrow People y Dixon of Dock Green. En su último año con Anna Scher, ganó el papel de The Glittering Prizes, junto a Tom Conti y Nigel Havers.
Kemp creció en el norte de Londres y asisfió al Dame Alice Owen's Secondary school, Islington. Junto a otros famosos exalumnos, una gran foto aparece en la sala de la fama de su colegio. Tras dejar la escuela a los 16 años, comenzó a trabajar como aprendiz en una fábrica, pero no le gustó la experiencia.

## Spandau Ballet
La vida de Kemp cambió cuando Steve Dagger, el mánager de la banda de su hermano Gary, the Gentry, sugirió que reemplazara al bajista. Kemp aprendió a tocar el bajo en tres meses y tocó por primera vez con The Gentry en una fiesta universitaria. Eventualmente la banda fue renombrada como “Spandau Ballet" y Kemp dejó su trabajo de impresión para centrarse en la banda.
Spandau Ballet tuvo éxito en la era New Romantic, con cuatro de sus álbumes llegando al top diez de las listas de éxitos en Reino Unido. True le dio a la banda su primer álbum número uno con el sencillo del mismo nombre. Kemp tocó con la banda la canción de 1984, "Do They Know It's Christmas?", escrita por Bob Geldof y Midge Ure. Debido a las disputas por regalías, la banda se separó a principios de los 90s.
Tras un descanso de 20 años, los periódicos se hicieron eco en 2009 que Spandau Ballet se juntaría ese mismo año. Esto fue confirmado por la banda en una rueda de prensa a bordo del HMS Belfast el 25 de marzo de 2009. La banda también anunció una gira mundial, comenzando con fechas en Reino Unido e Irlanda en octubre de 2009.

## Carrera posterior
Kemp y su hermano Gary volvieron a la actuación en 1990, aparecieron en la película The Krays, en la que hacían de los conocidos gemelos gánster, Ronald y Reginald Kray. Su actuación le traje críticas positivas.
Tras The Krays, Martin Kemp se mudó a Los Ángeles a principios de los 90s e hizo apariciones en series de televisión como The Outer Limits y Highlander: The Series. También apareció en películas como Waxwork II: Lost in Time (1992) y Embrace of the Vampire (1994).
En 1995 Kemp se mudó de vuelta a Reino Unido y se tomó un descanso por un corto periodo de tiempo, mientras se recuperaba tras haberle sido extirpado dos tumores benignos. Volvió a su carrera actoral en 1998 con un cameo en The Bill. Hizo del villano Steve Owen en la telenovela EastEnders desde diciembre de 1998. Cuando dejó la serie en 2002, ya era uno de los rostros más reconocidos de la televisión británica. Kemp ganó tres TV Quick Awards a Mejor Actor de telenovela (2000, 2001, 2002), un National Television Award a Actor Más Popular (2000) y cinco British Soap Awards (Villano del año en 2000, Mejor actor en 2001 y 2002, y Hombre más sexy en 2001 y 2002) por su trabajo en EastEnders. En julio de 2001, anunció que dejaría EastEnders cuando su contrato expiró en 2002.
Kemp firmó un contrato con ITV en 2002. Protagonizó dramas como The Brides in the Bath, como el asesino George Joseph Smith, y Can't Buy Me Love junto a Michelle Collins. También protagonizó Family en 2003. Desde 2004–07, fue el rostro de la cadena de muebles ScS. Protagonizó una película de bajo presupuesto titulada Back in Business que tuvo un lanzamiento limitado en febreto de 2007 y el cual un mes después fue lanzado en DVD. Fundó su propia compañía de producción y en 2008 dirigió un cortometraje titulado Karma Magnet, protagonizada por su hermano Gary, y en la que figuraban la esposa y el hijo de  Martin, Shirlie y Roman. Fue lanzada por Internet.
Kemp apareció en un especial de celebridades de Who Wants to Be A Millionaire en enero de 2008 con su hermano Gary, para reunir fondos para Encephalitis Society. Junto a su hijo, Kemp figuró en una edición del canal Five, Dangerous Adventures For Boys, basado en el éxito de ventas de Conn y Hal Iggulden, The Dangerous Book for Boys. En 2008, apareció en el prpgrama de Discovery Channel, Chop Shop. Presentó TV's 50 Hardest Men para Sky1 en julio de 2008 protagonizó como Mr. Burley la serie Waterloo Road. En  2011 hizo de "Dr. Lawrence" en Jack Falls. En noviembre de 2011, Kemp apareció en la segunda temporada de 71 Degrees North. Como director,  primera película fue Stalker, lanzada ej 2011.
Kemp fue anunciada como la tercera celebridad que participaría en Celebrity Big Brother 2012. Kemp apareció en la final y quedó tercero el 7 de septiembre de 2012.
Desde febrero a abril de 2016, Kemp hizo de The Childcatcher en el musical Chitty Chitty Bang Bang, junto a Jason Manford, Phil Jupitus y Michelle Collins.
Kemp presentó la primera temporada de "Martin Kemp's Murder Files" del canal Quest, estrenado en noviembre de 2016. 
En diciembre de 2017 hizo del Capitán Garfio en Peter Pan - The World's Biggest Pantomime en el Barclaycard Arena en Birmingham y en el SSE Arena en Wembley junto a Bradley Walsh como Smee.
En 2018 Kemp comenzó a tocar la guitarra y cantar en la banda "A Saucerful of secrets", banda formada por el exbatería de Pink Floyd, Nick Mason. El grupo es nombrado para uno de los primeros álbumes de Pink Floyd.

## Vida personal
Kemp ha estado casado con Shirlie Holliman desde 1988. Holliman es una antigua corista de Wham! y parte del dúo de los 80s, Pepsi & Shirlie. La pareja tiene una hija, Harley Moon (born 1989) y un hijo, Roman (born 1993).
Es patrón de la organización caritativa, la Encephalitis Society. Cuando se volvió patrón, confirmó que tenía epilepsia controlada desde los 90s, como resultado de dos tumores. Tras la operación para eliminar los tumores, a Kemp le tuvieron que implantar una placa de plata protectiva sobre su cerebro y por debajo del cráneo. La placa no se ve a simple vista pero, según señaló durante una aparición en el programa de Frank Skinner en 2002, no puede pasar por los detectores del aeropuerto sin que suene la alarma. El 20 de enero de 2006, Kemp abrió una nueva CT suite de escáner en el Russells Hall Hospital de Dudley, West Midlands.

## Filmografía

### Actor
- Father Brown (2017) .... Dennis Nelson
- Birds of a Feather (2016) .... Vince
- Assassin (2015) .... Lee
- Age of Kill (2015) .... Sam Blake
- Crossmaglen (2012) .... Major Prendergast
- Strippers vs Werewolves (2012) .... Mickey
- La movida (1 episodio, 2012) ....  Harry Holmes
- How to Stop Being a Loser (2011) .... Zeus
- Jack Falls (2011) .... Dr Lawrence
- Samantha Best (2010) .... Simon McKnight
- The Rapture (2010) .... Victor Walker
- Waterloo Road

- Temporada 6 (2010) .... Mr. Burley

- Heartbeat

- Bully Boys (2008) .... Mick Revill

- Back in Business (2007) .... Will Spencer
- Agatha Christie's Marple

- Un crimen dormido (2006) .... Jackie Afflick

- Love Lies Bleeding (2006) .... Mark Terry
- Can't Buy Me Love (2004) .... Alan Harris
- Where the Heart Is

- Skin Deep (2004) .... Ian Thorpe

- The Brides in the Bath (2003) .... George Smith
- Serious & Organised (2003) .... DC Jack Finn
- Family (2003) .... Joey Cutler
- Casino Casino (2003) .... Casino Manager
- Daddy's Girl (2002) .... Chris Cooper
- Sugar Town (1999) .... Jonesy
- EastEnders (1998–2002) ..... Steve Owen
- Monk Dawson (1998) .... David Allenby
- The Bill

- The Bus Driver's Prayer (1998) ..... Tom Marsh

- Supply and Demand (1998) .... Eddie McEwan
- Tales from the Crypt

- Escape (1996)

- The Outer Limits

- Blood Brothers (1995) .... Michael Deighton

- Embrace of the Vampire (1994) .... Vampire
- Cyber Bandits (1995) .... Jack Morris
- Boca (1994) .... Reb
- Murder Between Friends (1994) .... Bill Fontanille
- Fleshtone (1994) .... Matthew Greco
- Highlander: The Series

- Avenging Angel (1993) .... Alfred Cahill

- Aspen Extreme (1993) .... Franz Hauser
- Ultimate Desire (1993) .... Gordon Lewis
- Waxwork II: Lost in Time (1992) .... Baron Von Frankenstein
- Growing Rich (1992) .... Driver
- The Girl Who Came Late (1991) .... Digby Olsen
- Daydream Believer (1991) ...
- The Krays (1990) .... Reggie Kray
- The Glittering Prizes

- A Country Life (1976) .... Graham Black

- Jackanory (1975)[3]
- Rumpole of the Bailey (1975)[3]
- Dixon of Dock Green (1973)[3]
- Oranges and Lemons (1973)[3]
- The Tomorrow People (1973)[3]
- Scribble (1973)[3]
- Katherine Mansfield (1973)[3]
- Mind Where You Are Going (1972)[3]
- The Edwardians (1972)[3]
- Jackanory (1972)[3]

### Director
- Karma Magnet (2008) (short)
- Stalker (2010)
- Top Dog (2014)

## Literatura
- Kemp, M. (2000). True: The Autobiography of Martin Kemp. Orion. ISBN 0-7528-3264-6.